# Fallon Station
Fallon Station is een plaats (census-designated place) in de Amerikaanse staat Nevada, en valt bestuurlijk gezien onder Churchill County.

## Demografie
Bij de volkstelling in 2000 werd het aantal inwoners vastgesteld op 1265.

## Geografie
Volgens het United States Census Bureau beslaat de plaats een oppervlakte van
6,4 km², geheel bestaande uit land.

## Plaatsen in de nabije omgeving
De onderstaande figuur toont nabijgelegen plaatsen in een straal van 52 km rond Fallon Station.